# Odocoileus hemionus
O veado-mula (Odocoileus hemionus) é um veado norte-americano encontrado na parte ocidental da América do norte, principalmente na cordilheira das Montanhas Rochosas.

## Descrição
Apresenta orelhas quase tão longas quanto sua cabeça, grandes olhos que detectam qualquer movimento fora do vulgar, os machos têm chifres que se desenvolvem até que atinjam os quatro ou cinco anos de idade, usufrui de um pêlo denso acastanhado, que se torna menos denso e um pouco mais avermelhado no Verão. Têm fortes músculos nas pernas para correr e saltar. Os machos de veado-mula são maiores e mais pesados que as fêmeas.
Este veado prefere viver em áreas onde exista vegetação abundante, onde possa se esconder de seus predadores. Enquanto come, o veado mantém-se alerta para o perigo, com os seus olhos bem abertos e as suas orelhas bem espetadas. Come uma grande variedade de ervas, dado que a sua dieta contém poucos alimentos ricos em energia, este animal de pasto pode ter de procurar todo o dia para conseguir alimento suficiente, especialmente durante o Inverno.

## Vida familiar
Apesar de alguns machos serem solitários, a maioria dos veados-mula vivem em pequenos grupos. Vários grupos podem juntar-se no Inverno para protecção contra predadores. A fêmea dá à luz sete meses depois de ter acasalado. Uma cria mama durante quatro meses mas também come alimentos sólidos. Os jovens machos deixam a progenitora ao fim de um ano, mas as fêmeas podem ficar com ela durante anos.

## Distribuição
O veado-mula encontra-se em todo o Oeste da América do Norte, desde o Sul de Yukon, no Alasca, até a Baixa Califórnia e Norte do México. Pode ser encontrado em diversos tipos de hábitats, como em montanhas, semi-desertos, áreas costeiras, zonas húmidas e pantanosas, pradarias e florestas temperadas e conífera.

## Classificação
- Família Cervidae
  - Gênero Odocoileus
    - Espécie hemionus 

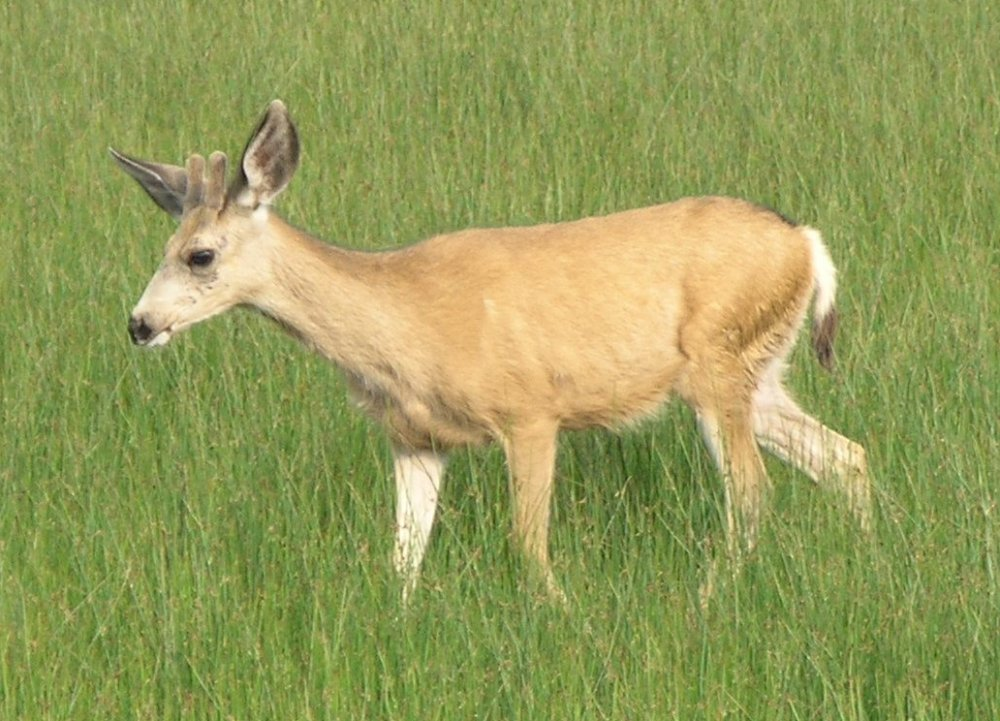
Veado-mula no Parque Nacional Bryce Canyon, Utah.

      - Odocoileus hemionus californicus
      - Odocoileus hemionus cerrosensis
      - Odocoileus hemionus columbianus
      - Odocoileus hemionus crooki
      - Odocoileus hemionus eremicus
      - Odocoileus hemionus fuliginatus
      - Odocoileus hemionus hemionus
      - Odocoileus hemionus inyoensis
      - Odocoileus hemionus peninsulae
      - Odocoileus hemionus sheldoni
      - Odocoileus hemionus sitkensis